# 断層崖

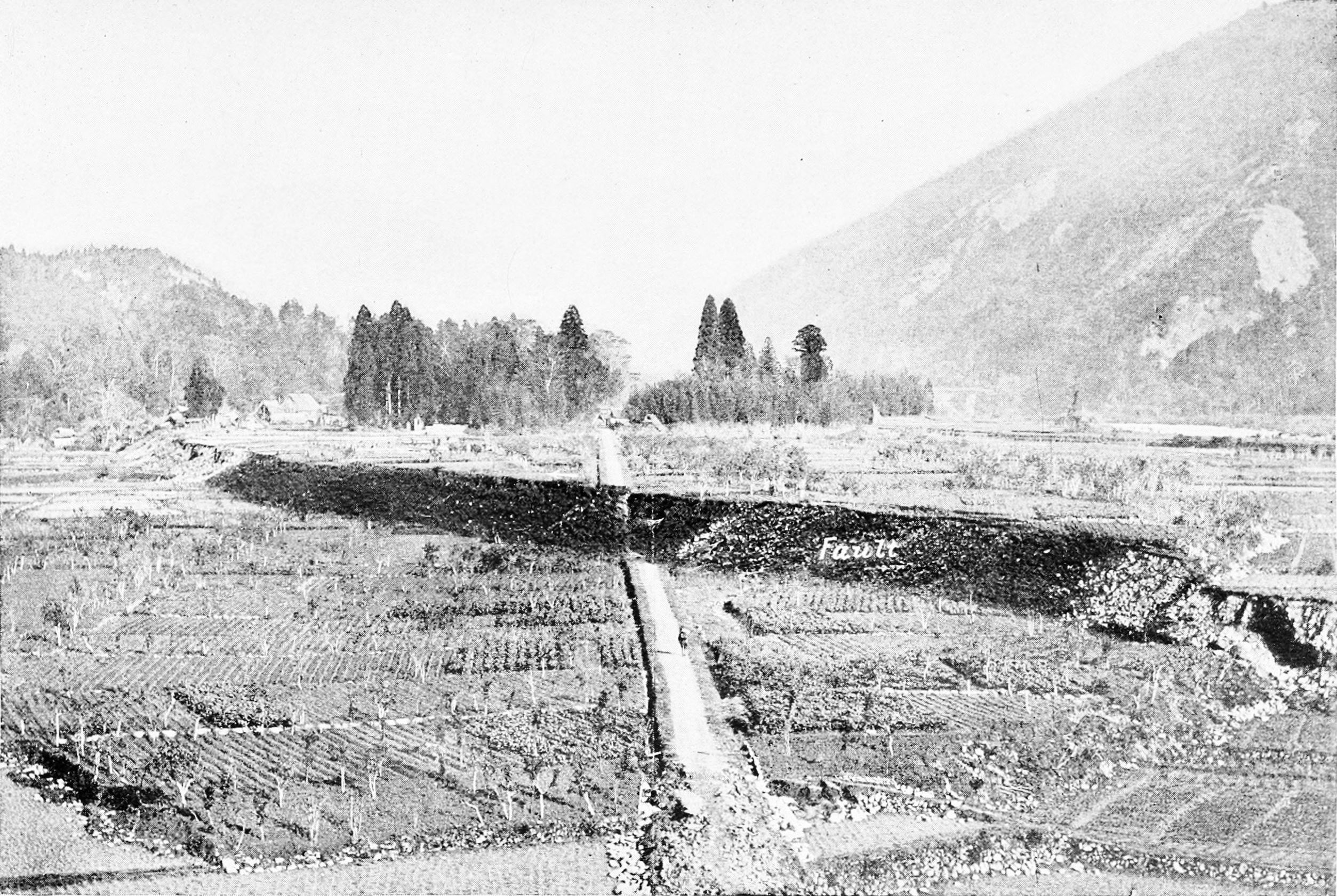
濃尾地震発生当時の根尾谷断層

断層崖（だんそうがい、英: fault scarp）とは、断層運動によって生じた断層地形の中の一つで、断層運動で直接形成される急崖を指す。断層崖は、高さ・延長・配列・断層崖の正逆・断層の活動時期などによって分類することが可能で、断層地形のなかでも基本的な地形として扱われている。
この「断層崖」と名付けた人物は、Russell,I.C. (1884) であり、彼は南東オレゴン州におけるグレートベースン北西部の地形を論じたことで有名である。

## 断層崖の断面部分の変化とその研究
断層崖の断面部分をみると、断局面の向きや傾きの度合、変位量、さらに断層によって切られている場所の構成層によって様々に異なる。断層崖の断面部分は地震によってみることができる場合があり、地震が起きてから時間の変化に伴って、崖の形態は変化していく。新たに生じた断層崖は、今後の地形変化の出発点にもなる可能性があるため、断層崖の断面部分の変化についての研究例は多く存在する。
その内訳をみると、一般的に正断層として生じた断層崖の断面形の変化についての研究例は多く存在し、例えばWallace,R.E.(1980)はモンタナ州のHebgen Lake地震(1959年8月17日)によってモーレン堆積物上に生じた断層崖の変化の記録を残している。また、Fellow and Scott(1989)はニュージーランド北東のEdgecumbe地震(1987年3月2日)で生じた断層崖の断面を実測し記録を残している。この2つの研究報告からわかっていることは、ある一定の時間が経過しても、断層崖の断面には顕著な変化がほとんど見られなかったということである。
一方で逆断層での崖の変化についての研究を探すとほとんどなく、そのわずかな研究報告の中に野島地震によって見られた断層崖の変化に関する報告がある。これはオーバーハングした断面形をもつ逆断層での崖の変化を記録した初めての研究として知られている。この研究から、逆断層である野島地震断層によって形成された断層崖は、正断層の断層崖の断面よりも急速に変化・後退したということがわかった。しかしながら、すべての逆断層がこのように急速に変化・後退するかどうかは、まだ研究事例が少ないためにはっきりとはわかっていない。